# Monanthotaxis parvifolia
Monanthotaxis parvifolia (Oliv.) Verdc. – gatunek rośliny z rodziny flaszowcowatych (Annonaceae Juss.). Występuje naturalnie w Mali, Gwinei, Wybrzeżu Kości Słoniowej, Republice Środkowoafrykańskiej, Kongo, Angoli, Zambii, Ugandzie, Tanzanii, Kenii oraz Etiopii. 

## Morfologia
PokrójZimozielony krzew lub zdrewniałe liany. Dorasta do 3–6 m wysokości.
LiścieMają kształt od eliptycznego do lancetowatego lub podłużnego. Mierzą 2,5–7,5 cm długości oraz 1,5–3,5 cm szerokości. Nasada liścia jest od sercowatej do zaokrąglonej. Blaszka liściowa jest o zaokrąglonym wierzchołku. Ogonek liściowy jest owłosiony i dorasta do 2–3 mm długości.
KwiatySą pojedyncze lub zebrane w pary, rozwijają się w kątach pędów. Działki kielicha mają owalny kształt, są owłosione od zewnętrznej strony i dorastają do 2–3 mm długości. Płatki mają owalny kształt i żółtą barwę, są owłosione, osiągają do 6–8 mm długości. Kwiaty mają 22–24 pręcików i 11–17 owłosionych owocolistków o cylindrycznym kształcie i długości 2 mm.
OwocePojedyncze mają elipsoidalny kształt, zebrane po 3–5 w owoc zbiorowy. Są osadzone na szypułkach. Osiągają 5–8 mm długości i 4–5 mm szerokości. Mają czerwonopomarańczową barwę.

## Biologia i ekologia
Rośnie w suchych wiecznie zielonych lasach, w zaroślach, na brzegach rzek, najczęściej na terenach skalistych. W Afryce Wschodniej występuje na wysokości do 1200–1500 m n.p.m.